# 非硫磺硫化
非硫磺硫化（英文名：Sulfur-free Vulcanization），是不使用硫黄作為媒介而進行硫化製程的橡膠生產方式統稱。
硫化是橡胶生产加工中十分重要的过程，对橡胶各方面性质的提升有着十分重要的意义。通常情况下，硫化是指用含硫交联剂使生胶中分子链相互交联形成网状结构，从而提升橡胶的力学性能。除了硫黄硫化体系外，还有一些非硫黄硫化体系既可用于不饱和橡胶的硫化，又可用于饱和橡胶的硫化，如过氧化物、金属氧化物、酚醛树脂、醌类衍生物、马来酰亚胺衍生物等。这些交联剂中不含硫磺，但也可起到交联硫化的作用，因此成为非硫磺硫化。

## 概况
传统的硫化体系使用硫原子将生胶分子链中的碳碳不饱和双键打开，使分子链间形成相互交联的网状体系，从而提高橡胶性能，使其具备高强度、高弹性、高耐磨、抗腐蚀等优良性能。然而，随着合成橡胶品种的日益增多，除了大量生产的通用合成橡胶品种（不饱和橡胶）外，又出现了一些饱和橡胶，如二元乙丙橡胶（EPR）、丙烯酸橡胶（ACM）、氯醚橡胶（CO）和硅橡胶（MQ）等，由于它们的主链不含碳碳双键，从而不能用硫磺硫化体系进行硫化，只能通过过氧化物、金属氧化物或多元胺类等交联。所以在橡胶行业里，“硫化”和“交联”是同义语，而且硫化体系又分为硫磺硫化体系和非硫磺硫化体系。

## 分类

### 过氧化物硫化体系
过氧化物硫化体系可以根据硫化剂组成不同分为三类：无机过氧化物、有机硅过氧化物和有机过氧化物。以有机过氧化物最为重要，主要用于饱和橡胶的硫化，也可用于不饱和橡胶的硫化。

#### 过氧化物硫化机理
过氧化物的过氧化基团受热易分解产生自由基，自由基引发橡胶分子链产生自由基型的交联反应。可以硫化不饱和橡胶、饱和橡胶（如EPR）以及杂链橡胶（如Q），此外有机过氧化物还可以交联EVA、FPM、ANM、PU等，还可以交联塑料。

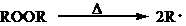

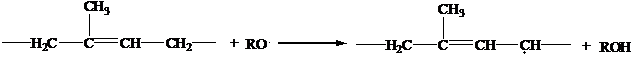

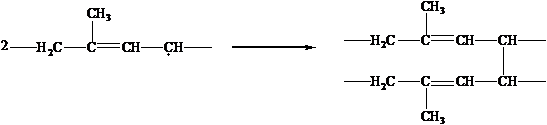

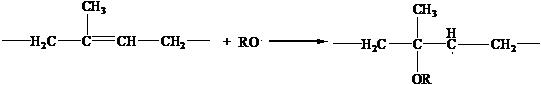

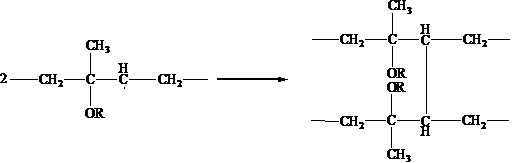

- 硫化不饱和橡胶——α取代

- 硫化不饱和橡胶——双键加成

#### 应用范围
- 应用于不饱和橡胶：如NR、BR、NBR、IR、SBR等。
- 应用于饱和橡胶：如EPM只能用过氧化物硫化，EPDM既可用过氧化物硫化也可以用硫黄硫化。
- 应用于杂链橡胶：如Q的硫化。

#### 优缺点分析
- 优点：交联键为C—C键，键能高，热、化学稳定性好，具有优异的抗热氧老化性能；硫化胶的永久变形低；无硫化返原。
- 缺点：动态性能和加工安全性差，过氧化物价格昂贵，某些过氧化物有臭味。
- 应用：在静态密封或高温的静态密封制品中有广泛的应用。

#### 过氧化物硫化配合要点
- 用量：随胶种不同而不同

  - 过氧化物的交联效率：1g分子的有机过氧化物能使多少克橡胶分子产生化学交联。(例如：若1分子的过氧化物能使1g分子的橡胶交联，交联效率为1。)

  - 如：SBR的交联效率12.5；BR的交联效率为10.5；EPDM、NBR、NR的交联效率为1；IIR的交联效率为0。
- 使用活性剂和助硫化剂可提高交联效率

  - ZnO的作用是提高胶料的耐热性，而不是活化剂。硬脂酸的作用是提高ZnO在橡胶中的溶解度和分散性。HVA-2（N,N’-邻亚苯基-二马来酰亚胺）也是过氧化物的有效活性剂。
  - 加助硫化剂：主要是硫黄，其它还有助交联剂如二乙烯基苯、三烷基三聚氰酸酯、不饱和羧酸盐等。
- 加入少量碱性物质，如MgO、三乙醇胺等，提高交联效率，避免使用槽法炭黑和白炭黑等酸性填料（酸性物质使自由基钝化）；防老剂一般是胺类和酚类防老剂，也容易使自由基钝化，降低交联效率，应尽量少用。
- 硫化温度：应该高于过氧化物的分解温度
- 硫化时间：一般为过氧化物半衰期的6～10倍。（注：过氧化物半衰期：一定温度下，过氧化物分解到原来浓度的一半时所需要的时间，用t1/2表示。）

#### 常用的过氧化物硫化剂及其选择
常用的过氧化物硫化剂为二烷基过氧化物、二酰基过氧化物和过氧酯。如：二叔丁基
过氧化物（DBP）、过氧化苯甲酰（BPO）、叔丁基过氧化苯甲酯（TBPB）、二枯基过氧化物（DCP）、2,5-二甲基-2,5-双(叔丁基过氧化) 己烷（DBPH, AD）、1,1-双(叔丁基过氧基)-3,3,5-三甲基-环己烷（DBPC, 3M）、1,1-双(叔丁基过氧基)-环己烷（DBC）等。

选择过氧化物，一般需要从过氧化物的半衰期、挥发性、气味、酸碱性物质对它的影响以及加工的安全性、硫化胶的物理机械性能等方面考虑。

### 金属氧化物硫化体系
金属氧化物硫化剂包括氧化锌、氧化镁、氧化铅等，能有效地硫化主链含某些极性基团的橡胶。由于金属氧化物对电子的亲和能力大，对促进表面的吸附作用大，活性作用也强，因此金属氧化物在充当硫化剂的同时又充当活性剂作用。

#### 金属氧化物硫化机理
金属氧化物硫化机理：活性中心位于1，2—聚合产生的烯丙基氯上。金属氧化物硫化CR时，交联反应的活性中心位于1，2—聚合产生的烯丙基氯上，硫化过程中，1，2—结构可能发生重排。

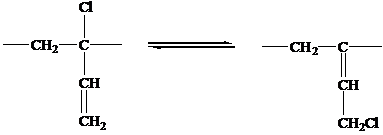

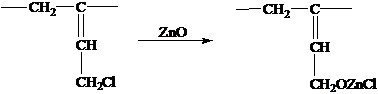

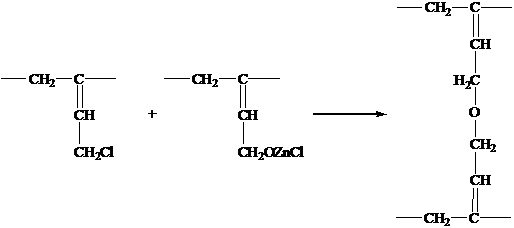

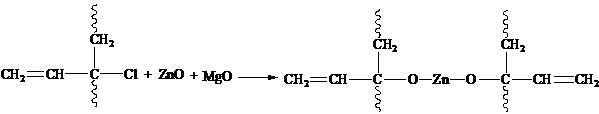

硫化机理一：
硫化机理二：

#### 金属氧化物硫化的注意事项
- 氧化锌和氧化镁都可以单独硫化CR，最宜比例为5:4。
- 单用氧化锌：硫化速度快，容易焦烧；氧化锌的主要作用是硫化，并使胶料具有较好的耐热性。
- 氧化镁可以提高胶料的防焦性能，增加储存的安全性和可塑性。并能吸收硫化过程中释放的HCl和Cl2。
- 如要提高胶料的耐热性，可以提高氧化锌的用量（15～20份）；若要制耐水制品，可用氧化铅代替氧化镁和氧化锌，用量高至20份。
- CR硫化中广泛使用的促进剂是NA-22，它能提高GN型CR的生产安全性，并使物性和耐热性得到提高。

#### 应用范围
适用的胶种：氯丁橡胶（CR）、氯磺化聚乙烯橡胶（CIIR）、卤化丁基橡胶（HBR）、聚硫橡胶（PR）等橡胶，尤其是CR和XIIR。

### 树脂硫化体系
树脂类硫化剂以酚醛树脂为主，可用于二烯类橡胶的硫化，其结构同时如下：

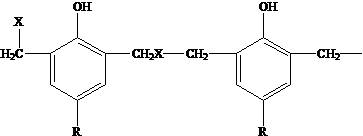

其中：X是OH基、卤素原子或是上列右图结构的酚醛树脂；R是烷基，通常是树脂类物质。

#### 硫化机理

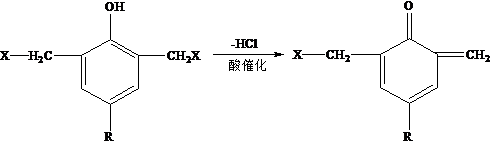

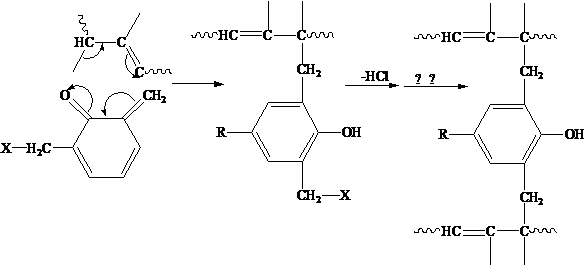

#### 应用范围
酚醛树脂特别适用于丁基橡胶的硫化，以提高其耐热性、曲挠性。丁基橡胶用树脂硫化时能显示出其良好的耐热性，特别适合做胶囊使用。

#### 树脂硫化的配合特点
- 硫化速度慢树脂硫化时，硫化温度要求高，一般使用活性剂含结晶水的金属氯化物如SnCl2•2H2O，FeCl2•6H2OZnCl2•1.5H2O,加速硫化反应，改善胶料性能。
- 树脂的硫化活性与许多因素有关，如树脂中羟甲基的含量（不小于3％）、树脂的分子量、苯环上取代基等有关。
- 硫化胶中形成热稳定性较高的C-C交联键，显著地提高了硫化胶的耐热性和化学稳定性。另外，硫化胶还具有好的耐屈挠性、压缩永久变形小。

### 辐射硫化

#### 辐射硫化的定义
辐射硫化（Radiation Curing）是利用射线（电子束或 γ射线），在常温常压下使橡胶实现碳碳交联的一种加工方法。

#### 辐射硫化的发展历史
1948年首先报导了橡胶辐射硫化的消息。1970年代，法国实现了胶乳辐射硫化工业生产，苏联实现了硅橡胶辐射硫化工业化生产，美国实现了汽车轮胎辐射预硫化工业化生产。80年代，美国、西德、苏联先后实现了橡胶薄板、橡胶衬层、胶带、胶布的辐射硫化。

#### 辐射硫化的优点
辐射硫化相比传统硫化有很多优势：可以在常温常压下实现硫化；不需要硫化引发剂、隔离剂；可以很容易地控制硫化速率；缩短硫化时间；节约能源：热硫化工艺能源利用率不到10%，而辐射硫化能源利用率可达 60%；环境污染小。

#### 辐射硫化设备
主要有钴60辐照装置和电子加速器两大类。钴60辐照装置适于进行体积较大的橡胶制品的硫化，以及橡胶制品的辐射接枝。而电子加速器能将电能转换为辐射能，适于辐照胶布等很薄的产品。

#### 辐射硫化需注意的问题
- 聚合物辐射过程既可以产生分子间交联，也能引起分子降解（辐射交联型和辐射降解型）。
- 辐射剂量超过一定范围，所有的高分子都会出现辐射降解 ,最后被降解成小分子。
- 辐射剂量是确定橡胶辐射硫化工艺的重要参数。

### 其它硫化体系

#### 醌类硫化体系
醌类硫化剂可用于丁基橡胶、天然橡胶、丁苯橡胶等二烯类橡胶，目前主要用于丁基橡胶的硫化。醌类硫化剂可与硫磺硫化体系并用，以提高硫化胶的性能，并可延迟硫化起步。不过硫磺能使硫化胶的抗压缩变形性和耐热性受到损害。

#### 胺类硫化剂
胺类硫化剂主要用于氟橡胶的硫化，也能用于丙烯酸酯橡胶和聚氨酯橡胶。硫化胶的物理机械性能、耐热性能较好，压缩永久变形中等，但耐酸性较差。适用于高温短时硫化，硫化胶抗返原性好。用热辊混炼时，应在混炼后期加入，并尽量降低辊温。